# ポート加工
ポート加工とは、シリンダーヘッドの吸気及び排気ポートの形状を何らかの方法で変更し、シリンダーヘッドに流れる混合気と排気ガスの流れを流体力学的観点からの改善を図る作業である。一般的にはポート研磨の作業がこれに該当するが、シリンダーヘッドの流用や社外品への交換によるものや、鋳造などで新たな形状のポートを作り出す事も広義の意味でのポート加工に含まれる。
ポート加工は通常のエンジンでカタログ通りのスペックを維持する上ではまず不要な作業であるが、チューニングの過程でそのエンジンの出力の限界を目指す際には避けては通れない作業でもある。モータースポーツで極限のハイパワーを目指す場合、極端に低回転域のトルクを強くしたいような特定の用途に適合するようにエンジンの出力特性を変更したい場合、あるいは市販状態のシリンダーヘッドではこれ以上のパワー増大が見込めない場合などに、様々な手法でポート加工は行われる。ポート加工をすることで、ガス流動を向上させ、エンジンをパワーアップすることが出来る。
エンジンをポンプだと仮定した場合、そこに混合気が入って排気ガスが排出される。問題は、ガスの流れがエンジン内のチューブに制限されることである。しかしポート加工（吸気・排気・掃気の出入口を大きくする）することにより、液体・気体・燃料がより多くエンジンに送られパワーが増す。しかし大きくし過ぎるとシリンダーヘッドが損傷してしまうので注意が必要である。

## ポート研磨

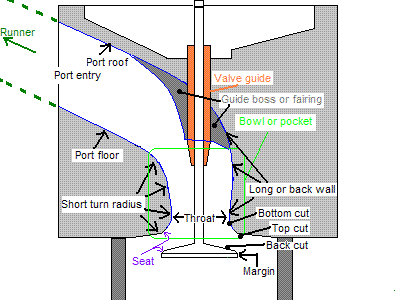
吸排気ポートとその周辺部の名称。ポート研磨はこの図の色の濃い部分とバルブガイドを削って内部を平滑、かつベンチュリ効果を最大限発揮するように仕上げることが基本となる。

ポート研磨は吸排気ポートを何らかの方法で削り、混合気や排気ガスの流入・流出特性の改善を図る作業であり、ポート加工では最も基本的な作業とも言える。広義の意味ではシリンダーヘッドを製造する際の鋳物製造過程で生じる大小のバリを単純に削り落とすだけの作業から、ポート全体を拡大加工する作業まで含まれるが、一般的にはポート内部の段付きを修正加工する作業がこれに該当する。
吸排気ポート内にはポペットバルブのバルブガイドが挿入されており、時にはバルブガイド周辺に大きな段が形成されている場合がある。これはバルブガイド周辺部の機械的強度を確保するためのやむを得ない措置であるが、極限のハイパワーを目指す場合にはバルブガイドやシリンダーヘッドの強度が低下することを覚悟した上でこの部分を削り込み、ポートの形状をバルブガイドが無いことを前提にした本来の形状に仕上げ直す。場合によってはより強度の高い材質で新規に製作した短いバルブガイドに打ち替え直し、ガイドの長さが減った分の強度を稼ぐ場合もある。また、ストリートユースなどある程度バルブガイドの強度を残しておきたい場合には、一旦バルブガイドを抜いてから段付きを修正し、再度バルブガイドを打ち直し、ガイドそのものには手を付けない場合もある。

### ポート鏡面加工の是非
吸気ポートの内部表面はインテークマニホールド同様に、吸入空気が層流とならないよう、あえて荒く仕上げられていることが多い。これは乱流を引き起こして燃料の霧化を促進させ、燃焼効率を高めるための措置であり、モータースポーツなど極限の高性能を目指す用途を除いては、鏡面加工などの仕上げは行わないのが普通である。
逆に、排気ポートの場合には吸気のように乱流の形成を考慮する必要がないこと、カーボンの堆積を出来るだけ避け、付着したカーボンの剥離を促進させる意味で吸気ポートに比べて表面が平滑に製作されることが多い。吸気ポートと比較して平滑仕上げによるデメリットが少ないため、ストリートユースでも鏡面加工が行われる場合がある。

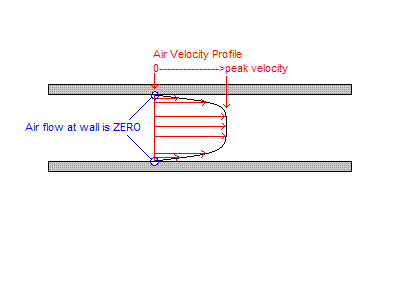
鏡面加工の壁面が何故流速に殆ど影響を及ぼさないかを示す流体力学のグラフ。表面が如何に滑らかであろうとも、壁面境界における流体速度は結局ゼロになる事が分かる。

なお、後述の「ポートの再構築」の項で登場するエアフロー試験の結果によると、鏡面加工を施したポートと元の荒仕上げのポートの間には流速の変化は1%程度しか現れないという。これは流体力学の見地から説明可能な事項である。流体力学では、管内を通る流体の速度は管の中央程速く、壁面に近づくに従って次第に速度が低下していく。そして分子レベルまで壁面と流体が接近すると、最終的には壁面直前では気体の速度はほぼゼロになる。このため、壁面からの突起が管の中央付近まで突き出ているような事例でもない限りは、壁面の仕上げが管内の流体の流速に与える影響はごく僅かである。極限の高回転域しか使わないモータースポーツ用途においては、この1%は無視出来ない要素であるために鏡面加工が行われるが、低速域を多用するストリートユースやごく普通の街乗りでは1%の違いのためにポート内部に層流が発生し、混合気の燃料が再度液体化して空燃比が狂い、低回転域のトルクが悪化するリスクは犯せないため、現在でも吸気ポートはあえて荒仕上げのままにされるのである。

### ポート拡大加工
ポートの形状そのものは、流体力学が深く理解された近年のエンジンでは、そのエンジンのカタログ出力特性に最適な形状で製作されているため、ポート内部の段付きを除去する以外に手を加えるところは少ない。しかし、流体力学的な設計が現在ほど考慮されていない時代に製作された旧車のエンジンをボアアップやビッグバルブなどを用いて高度にメカチューンする場合、あるいは自然吸気エンジンに過給機を取り付ける場合等、カタログ出力特性から大きく特性を変更したい場合にはポート自体の径を拡大する作業を行う場合もある。この場合はポートの段付き修正よりもさらに難易度が高く、場合によっては不適切な拡大でポートのベンチュリ効果が無くなるなどで、出力特性が極端に変化して扱いにくいエンジンになったり、拡大加工の過程でウォータージャケットなどに穴を貫通させ、そのシリンダーヘッドが使い物にならなくなる危険性も孕んでいる。
ポートの拡大加工を行う場合の一般論としては、拡大する箇所はインテークマニホールドのランナーが接続される箇所を始点に、ポペットバルブに向かってテーパー状に径を絞り込んでいくようにすることが基本となる。これはポート自体にベンチュリ効果を持たせるために必要になる。また、バルブの出口付近には、スロートと呼ばれる、バルブより数mm程度径を絞る部分を必ず設けることも必要となる。ビッグバルブを組む場合にはこのスロートの径の決定が極めて重要な要素となる。
ターンフロー式シリンダーヘッドのエンジンでは、隣接するシリンダー同士の吸排気ポートの隔壁を取り去るように拡大加工し、巨大な吸排気ポートを2つのシリンダーで共有するサイアミーズ・ポートと呼ばれる構造を採用する場合もある。

### シリンダーヘッドの交換
純正シリンダーヘッドのポート形状が多少の研磨程度では改善の余地が少なく、なおかつ拡大加工や後述のポート再構築と言った大掛かりな改造を施す費用や手間が採れない場合などに、シリンダーヘッドを丸ごと他の車種やグレードのもの、あるいは社外品のシリンダーヘッドに交換して対処する場合がある。
場合によってはカムシャフトなどを元のシリンダーヘッドと交換する手間などがかかるが、自然吸気エンジンを過給機仕様とする場合や、日産・L型エンジンのように2Lエンジンをベースに3L越えの大きなボアアップを施す場合などに、事前にそのエンジンのターボ仕様やボアアップ後の排気量に近い仕様で販売されていたエンジンのヘッドを流用することで、流用対象のエンジンのカタログ出力特性に合わせて作られた吸排気ポートや吸排気バルブ、燃焼室を容易に手に入れることが出来るというメリットがある。
社外品のシリンダーヘッドを購入するという手段は、モータースポーツの世界ではポピュラーであり、古くは日産・L型エンジン用のDOHC・クロスフロー燃焼室のLZヘッドなどが存在した。トヨタは長年、自社製のエンジンブロックにヤマハ発動機製のシリンダーヘッドを組み合わせてスポーティエンジンに仕上げる手法を行っている。
市場に出回っている社外品ヘッドをオーナー自身が購入しての改造は、主にアメリカ車やオーストラリア車のOHVのV型8気筒エンジン等で行われており、エーデルブロック社のような専門メーカーも存在する。日本においてはホンダ・モンキー等の横型エンジンを手がけるキタコやSP武川、キジマがボアアップ仕様専用ヘッドやDOHCヘッドなどの製造販売を手がけており、最も身近な社外品ヘッドの事例ともなっている。

## ポートの再構築
極めて高度な技術や大規模な加工施設が必要とされる作業であるが、元のシリンダーヘッドのポートを一度アルゴン溶接などで埋め、エアフロー試験などで流量などを慎重に検討した新しい形状のポートを、NCフライス盤やグラインダーなどで再度開け直す手法が存在する。
これは、主に社外品ヘッドがまだ存在しなかった時代の海外のフォーミュラカーレース用のスペシャルエンジンに用いられていた手法であり、一般の市販車のチューニングではこれほど手間と費用がかかる改造を施す例は稀である。
なお、今日の自動車メーカーではこうしたエアフロー試験を重ねた結果を元に純正ポートの形状を決定している事は言うまでもない。

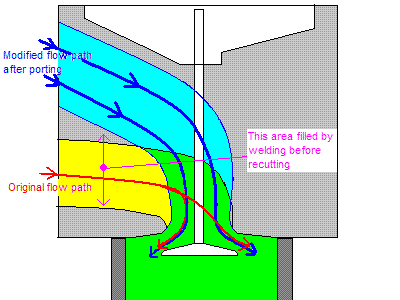
ポート再構築の概念図。元々存在する曲がりの強い黄色のポートをアルゴン溶接で埋め、青色の新しい形状のポートに再加工する。
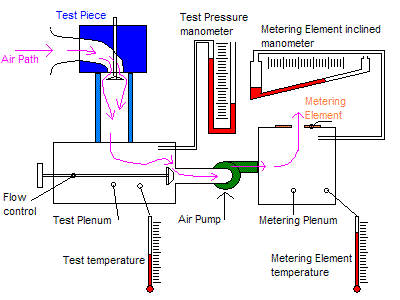
開け直すポートの形状も単に勘や当てずっぽうや行き当たりばったりで開けるのではなく、このようなエアフロー試験施設で流量や特性を極めて緻密に計算した上で、NCフライス盤などで正確に加工を行うのである。
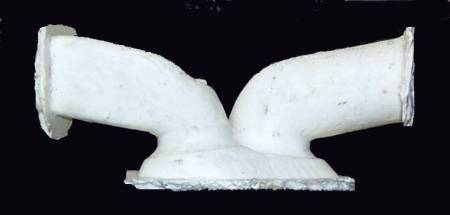
悪いとされるポートの一例。フォード・フォーミュラ2000用エンジン(2000cc 115PS/5500rpm)のもので、シリンダーヘッドを極限まで薄く設計した事で、結果的にはポート形状に制約が生じてしまった一例である。ポート再構築の際にはこのような型取りを元のヘッドから取り出した上で慎重に検討を開始する。
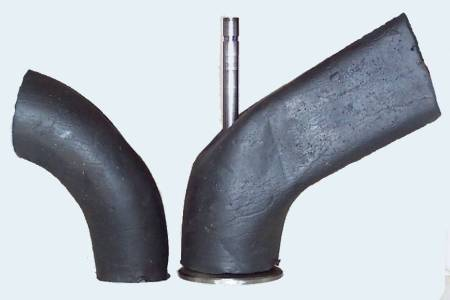
良いとされるポートの一例。社外シリンダーヘッド「GM Pro Stock head」のもので、1300PS/8500rpm以上を発揮する。シリンダーヘッドを薄く設計出来るクロスフローレイアウトであっても、極限の出力を追求した場合このような形状の吸排気ポートと、分厚いシリンダーヘッドが必要になる。

## 2ストロークエンジンの場合
2ストロークエンジンはシリンダー内壁のポートの位置や形状によりエンジンの出力特性が大きく左右されるため、ポート加工は4ストロークエンジンにおけるポート加工で述べられた全ての課題に加え、次の事項について個別に検討を行わねばならない。
- 掃気の品質確保

2ストロークエンジンはピストン下降によるクランクケース圧力を利用した1行程の掃気行程により、シリンダー内の燃焼ガスと混合気が一気に入れ替えられるため、出来るだけ燃焼ガスを残さず新鮮な混合気でシリンダーが満たされるよう、掃気ポートと排気ポートの位置関係は極めて慎重に決定されなければならない。
- パワーバンドの幅

2ストロークエンジンは波動物理学に大きく依存しているため、最大出力が発揮出来るパワーバンドは狭い傾向がある。ポート加工によりパワーバンドを変更する際には、余りにも高出力を狙いすぎて出力特性がピーキーになりすぎないように注意しなければならない。
- ポートタイミングとポート持続時間

2ストロークエンジンはポペットバルブが存在しない代わりに、シリンダー内壁のどの位置にポートが存在するかによって吸気と排気のタイミングが決定される。また、ポートの開いている大きさによって開口時間と開口面積が左右される。ポートの形状が同一ながらもシリンダーのより高所に位置する場合や、ポートの位置と横幅が同一で縦幅のみが長い場合は、ポートタイミングが変更され開口時間と開口面積の両方が増大する。
ポートの位置と縦幅が同一で横幅のみが広くなった場合は、ポートタイミングと開口時間に変化はないが、開口面積のみ増大することになる。
ポートタイミングの変化は2ストロークエンジンの出力特性そのものを大きく変化させるため、ポート加工を行う際にはシリンダー縦軸側の切削は横軸方向の切削に比べてより注意深く行われなければならない。
- 体積効率

4ストロークエンジンにもヘルムホルツ共鳴などのパルスや圧力による吸排気への影響があるが、2ストロークエンジンの場合は4ストロークとは比較にならないほど、これらの圧力やパルスによる体積効率への影響が大きいため、インテークマニホールド及びインテークチャンバーの設計や、エキゾーストチャンバーの形状や容量の選択も非常に重要となる。
勿論、吸気・排気ポート共にチャンバーからの反射波の影響を最大限利用出来るようにポートタイミングを決定しなければならない。
- シリンダーの熱流量

2ストロークエンジンのシリンダー内部の熱の流れは吸排気ポートのレイアウトに完全に依存している。空冷式の場合は外気によるシリンダーの直接冷却の他に混合気による冷却が非常に大きな比重を占める。
しかし、シリンダーの側面に開けられたポート周辺は時として外気によるシリンダーの冷却を阻害する場合があり、極端に大きなポートを開けることでシリンダーやピストンに部分的なオーバーヒートが発生する場合もある。
水冷式の場合は、これを防ぐためにポートの周囲にウォータージャケットが通るように設計されることが多い。そのため、ポートの後加工がウォータージャケットによって大きく制限される場合がある。
- ポートの大きさとピストンリングの耐久性の問題

ピストンリングは出来るだけ機械的なストレスを受けることを避け、ピストン冷却を助けるために常時シリンダー内壁に密着していることが望ましい。しかし、2ストロークエンジンのシリンダーの吸排気ポートはピストンリングがシリンダー内壁から浮き上がり、ポート下端に接触する際に4ストロークエンジンでは起こりえない余計な衝撃が加えられるため、本来あまり好ましい構造とはいえない。さらにポート加工によりポートを拡大した場合にはピストンリングに掛かる負荷はさらに大きくなり、横方向に広いポートは時としてリングがポートに引っ掛かる事態を招き、リングの寿命を大きく縮める事にも繋がりかねない。また、ピストンリングには必ず1カ所切り欠きが存在し、ピストンに複数本セットする場合には各リングの切り欠きを180度ずつずらして圧縮漏れを最低限に留める事が基本であるため、シリンダー内に複数のポートを設ける場合にはリングの切り欠きの位置関係も考慮した上でポート位置を選択しなければならない。
- ポートの大きさとピストンスカートの耐久性の問題

ピストンは自身の冷却のためにシリンダー内壁に常に接触しなければならない上、クランクの回転運動により常にシリンダーの横方向に強い応力が掛かっている。2ストロークエンジンの吸排気ポートはピストンが部分的にシリンダーに接触出来ない局面を生むため、ポートタイミングと開口時間の設定によってはピストンの部分的なオーバーヒートを招きかねず、更にはクランクの回転方向上にポートを配置した場合にはピストントップやピストンスカートがポートに引っ掛かって破損するリスクも発生する。
このため、ポートの設計はこのピストンに掛かる横方向の応力によりピストンスカートがポートに引っ掛からないための位置取りや、ピストンの冷却を阻害しないような位置取りが常に求められる。
- エンジンそのものの構成

2ストロークエンジン特有のシリンダー側面のポートは、時としてエンジンの構成に大きな影響を及ぼす。これは主に2気筒以上のマルチシリンダーエンジンに顕著であり、シリンダーとポートのデザインによってはエンジンの横幅が大きくなりすぎる恐れがある。また、並列シリンダーはそれだけでポート配置の自由度を下げることにもなる。
これが最も顕著に表れた一例がカワサキ・KR250のロータリーディスクバルブ式タンデムツインエンジンであり、並列2気筒でありながらも横幅が余りにも広すぎたために車体の縦方向に対してシリンダーを直列に配置するしかないという事態につながった。
これを解決するために、その後の多くの2ストローク多気筒エンジンではV型2気筒やV型4気筒、スクエア4気筒といったデザインが採用された。
- シリンダーのひずみ

エンジンの圧縮圧力を密封する能力、シリンダーとピストンおよびピストンリングの寿命と冷却効率等の全ての要素がピストンとリング、シリンダー間の密着度によって左右されるため、シリンダーの歪みはこれらの要素に計り知れない悪影響を与える。
シリンダーの歪みはピストンの上下動による機械的ストレスによっても引き起こされるが、2ストロークエンジンの場合、シリンダーに開けられた吸排気ポートの配置によってはシリンダーの部分的な機械強度の低下や放熱の悪化などにより、シリンダーの特定方向への歪みがより一層起きやすくなる懸念もある。特に、吸気ポートが清涼な混合気で冷やされている間に、排気ポート側は高熱の排気ガスで常に熱的なストレスを受け続けることになるため、部分的なひずみの問題はより一層顕著となる。
冷却系統なども考慮した慎重なポートデザインはこれらの熱問題を最小限に留めることが可能であるが、不規則、かつ無分別なポート拡大から生じる熱変形は、エンジンのパワーと耐久性の両方に悪影響を与える。
- 燃焼の乱れ

掃気の際にシリンダーの中に入ってくる混合気が乱流であるほど、燃焼効率の向上に繋がるが、皮肉なことに2ストロークエンジンに求められる良い掃気流は、4ストロークエンジンの激しく早い吸気乱流とは異なり、より速度が遅く、層流に近い静かな流れが求められる。そのため、ポートの仕上げや形状選定も4ストロークとは異なる観点から行われる必要がある。

### 可変式排気ポート（排気デバイス）
2ストロークエンジンでは、上記の通り機械的なポート加工には熱対策やピストン・シリンダーの耐久性確保の面での課題や難問が多いことから、各エンジンメーカーは特に排気ポートにおいて可動式の排気ポートにより、回転数に応じて排気特性を変化させる機構を開発した。これによりシリンダーの耐久性を損なうことなく回転域の全域で良好な出力特性を確保し、パワーバンドを可変させる事にも成功した。
一般にはこれらの機構は排気デバイスと呼ばれ、代表的なものとしてヤマハ発動機のYPVSや川崎重工業のKIPS、スズキのAETC、本田技研工業のRCバルブなどが挙げられ、各メーカーの2ストロークエンジン車が廃盤となる直前まで採用され続けた。

### 排気ポートを用いたデコンプレッション
近年の草刈り機やチェーンソー向けの小型汎用2ストロークエンジンでは、特殊な形状の排気ポートを用いる事で、エンジン始動時のクランキングなどの低速回転時にのみデコンプレッション効果を発揮する排気デコンプと呼ばれる構造が広く採用されている。

## ロータリーエンジンの場合
ロータリーエンジンの場合も2ストロークエンジン同様、ハウジング内でのポートの位置や形状によりエンジンの出力特性が大きく左右される為、場合によっては元のハウジングのポートを一度埋めてしまったり、無加工の新品ハウジングに新たにポートを開け直して出力特性の改善を図る事になる。